# جرمانوس السيليزي
جرمانوس الذي من سيليزيا (1588 - 1670 م) هو راهب مبشّر فرنشسكاني ألماني.